# Слов'янський Курорт
Слов'я́нський Куро́рт — проміжна залізнична станція Лиманської дирекції Донецької залізниці на лінії Лиман — Слов'янськ між станціями Придонецька (5 км) та Слов'янськ (9 км). Розташована у північній частині міста Слов'янська Донецької області, у мікрорайоні «Східний».

## Пасажирське сполучення
До повномасштабного російського вторгнення в Україну 2022 року на станції Слов'янський Курорт зупинялися приміські електропоїзди та поїзди далекого сполученням, серед яких поїзд № 123/124 Київ — Костянтинівка, № 001/002 Івано-Франківськ — Костянтинівка та регіональний поїзд № 877/878 Харків — Костянтинівка.
Наразі через станцію здійснюється лише приміське сполучення зі Слов'янська до зупинного пункту Соболівка (селище Райгородок), далі руху немає через руйнацію залізничного моста через річку Сіверський Донець.

## Галерея

Вокзал станції
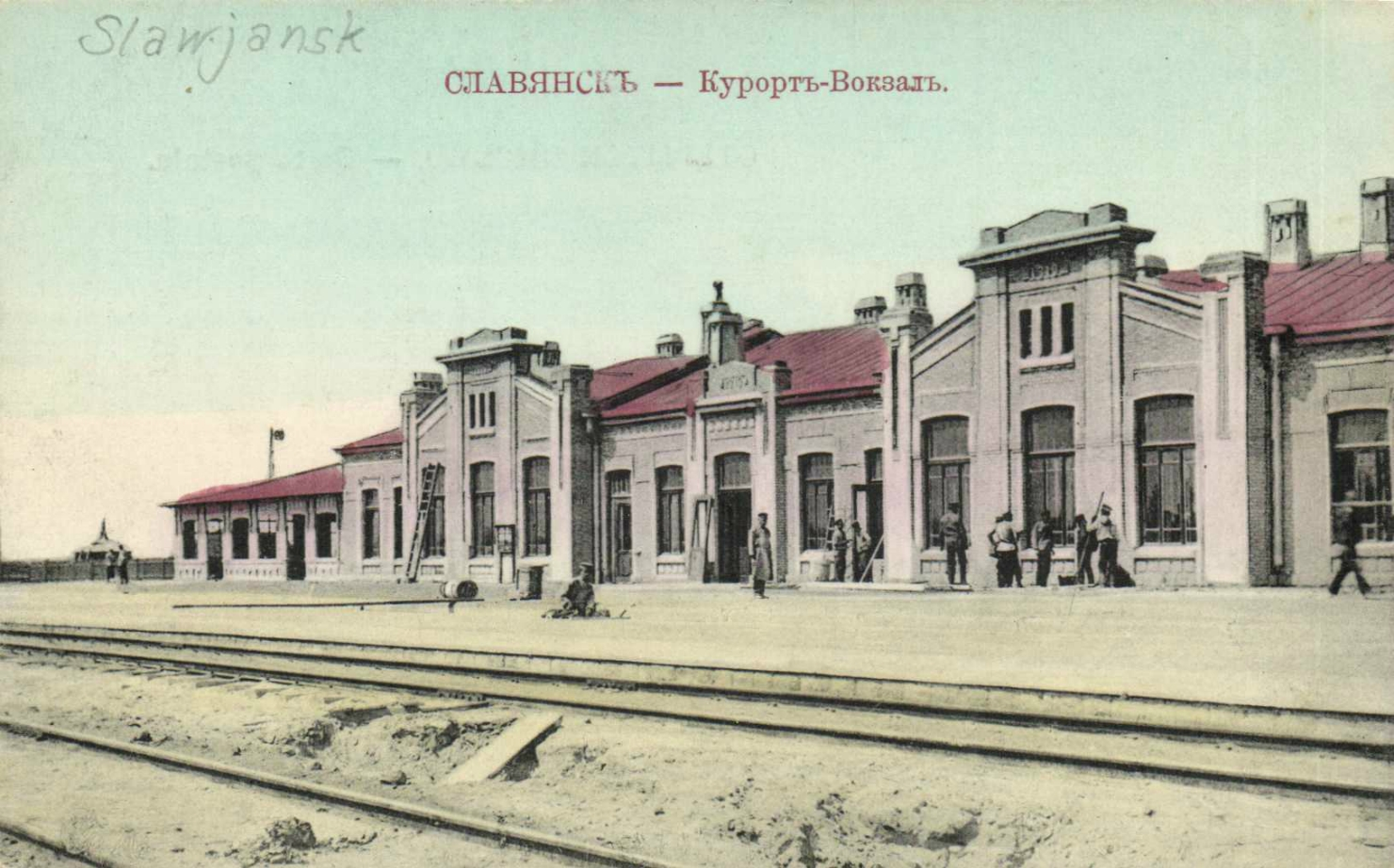
До 1917
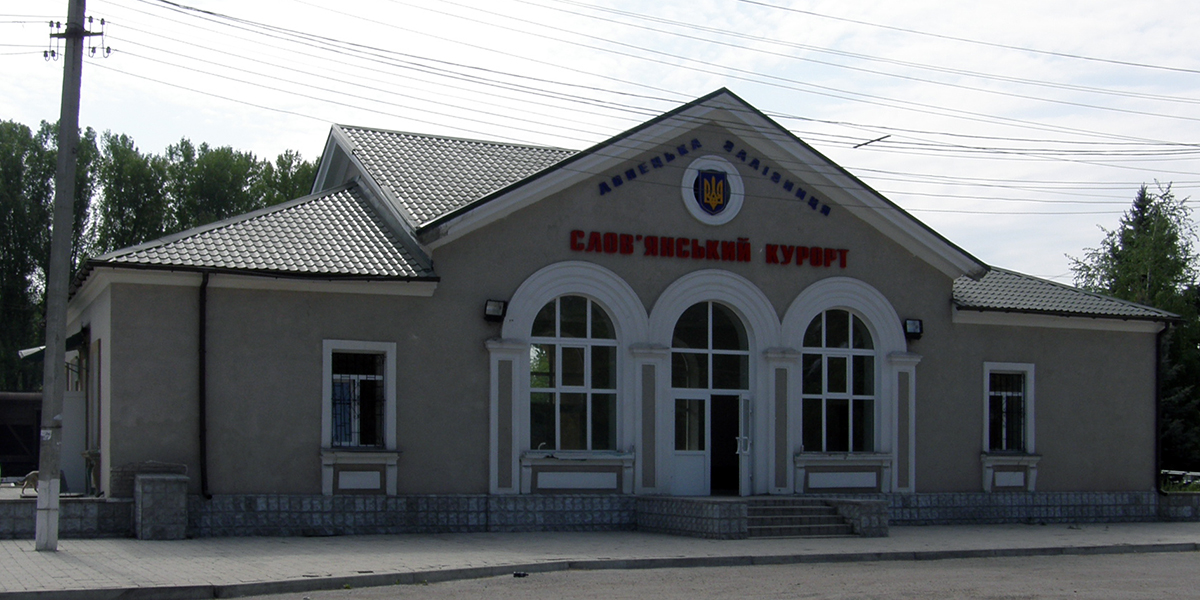
2012